# Roman Weidenfeller
Roman Weidenfeller (Diez, Renània-Palatinat, 6 d'agost de 1980) és un exfutbolista alemany que jugà com a porter pel Borussia Dortmund de la Bundesliga alemanya.
El 8 de maig de 2014 va ser inclòs pel seleccionador alemany Joachim Löw a la llista preliminar de 30 jugadors per la fase final del mundial de 2014. Posteriorment, el juny de 2014 fou ratificat com un dels 23 seleccionats per representar Alemanya a la Copa del Món de Futbol de 2014 al Brasil.

## Palmarès
Borussia Dortmund
- 2 Bundesliga: 2010-11, 2011-12
- 2 Copes alemanyes: 2011-12, 2016-17
- 1 Supercopa alemanya: 2013

Selecció alemanya
- 1 Copa del Món: 2014